# Valtanjaure
Valtanjaure är en sjö i Vilhelmina kommun i Lappland och ingår i Vapstälvens huvudavrinningsområde. Sjön har en area på 0,375 kvadratkilometer och ligger 740,7 meter över havet. Valtanjaure ligger i Vardo- Laster- och Fjällfjällen Natura 2000-område.

## Delavrinningsområde
Valtanjaure ingår i det delavrinningsområde (724221-143774) som SMHI kallar för Utloppet av Valtanjaure. Medelhöjden är 781 meter över havet och ytan är 7 kvadratkilometer. Det finns inga avrinningsområden uppströms utan avrinningsområdet är högsta punkten. Vattendraget som avvattnar avrinningsområdet har biflödesordning 2, vilket innebär att vattnet flödar genom totalt 2 vattendrag innan det når havet efter 10 kilometer. Avrinningsområdet består mestadels av skog (34 procent) och kalfjäll (61 procent). Avrinningsområdet har 0,37 kvadratkilometer vattenytor vilket ger det en sjöprocent på 5,3 procent.